# Huétor Vega
Huétor Vega é um município da Espanha na província de Granada, comunidade autónoma da Andaluzia, de área 4 km² com população de 10900 habitantes (2007) e densidade populacional de 2473,03 hab/km².

## Demografia
| Variação demográfica do município entre 1991 e 2004 | Variação demográfica do município entre 1991 e 2004 | Variação demográfica do município entre 1991 e 2004 | Variação demográfica do município entre 1991 e 2004 |
| --------------------------------------------------- | --------------------------------------------------- | --------------------------------------------------- | --------------------------------------------------- |
| 1991                                                | 1996                                                | 2001                                                | 2004                                                |
| 6505                                                | 7984                                                | 9422                                                | 10362                                               |